# Willy Schneider (zanger)
Willy Schneider (Keulen, 5 september 1905 - Keulen, 12 januari 1989) was een Duitse volks- en schlagerzanger.

## Voorgeschiedenis
Willy Schneider was de zoon van Joseph en Bertha Schneider en werd geboren in Keulen-Ehrenfeld. Na afsluiting van de lagere en de middelbare school in 1921 ging hij stage lopen in de slagerij van zijn ouders. Na de dood van zijn vader in 1927 nam hij het bedrijf over. Vanaf 1928 bezocht hij de Practische Fleischer-Schule in Keulen, waar hij op 28 februari 1929 het examen tot vervaardiging van fijne vleeswaren met goed gevolg afsloot.

## Carrière
Zijn eerste ervaringen als zanger maakte hij in een kerkkoor. In januari 1930 werd hij uit 354 sollicitanten gekozen als bas bij het kamerkoor van de rijkszender Keulen, waar hij tot 1937 bleef. Zijn opleiding als bariton kreeg hij bij de Keulse cantoren Herman Fleischmann en Clemens Glettenberg. Hij was regelmatig te gast in de radio-uitzending Der frohe Samstagnachmittag, die vanaf einde 1934 tot einde 1939 bijna onafgebroken werd uitgezonden. Mede dankzij dit programma werd hij zo bekend, dat hij in 1935 zijn eerste geluidsdrager Schwalbenlied (Mutterl unterm Dach ist ein Nesterl gebaut) publiceerde met een verkoop van 300.000 exemplaren een groot succes. Daarna volgde het nummer Das Grab auf der Heide. Daarna begon hij ook soldatenliederen te zingen, zoals Soldatenständchen, Tapfere kleine Soldatenfrau en Wovon kann der Landser denn schon träumen.
Zowel tijdens de oorlog als ook in de naoorlogse periode zong Schneider volksliederen en schlagers. In het bereik van de operette ontstonden veel opnamen met de dirigent Franz Marszalek. Ook succesvol was hij met carnavalsschlagers. In 1947 zong hij ter gelegenheid van het 700-jarig jubileum van de Dom het door August Schnorrenberg gecomponeerde nummer Am Dom zo Kölle, zo Kölle am Rhing. Eind 1947 kon hij zijn radiocarrière bij de NWDR weer opnemen. Zijn populariteit dankte hij aan zijn talrijke tv-optredens en hij was regelmatig te gast in de HR-uitzending Zum Blauen Bock. Hij kreeg de bijnaam 'Der Sänger von Rhein und Wein'. Zijn succesvolste geluidsdragers verschenen in 1952 en 1953: Schütt die Sorgen in ein Gläschen Wein en Man müsste noch mal 20 sein. In 1960 ontving hij als eerste Duitse zanger een Gouden Plaat voor de verkoop van 6 miljoen exemplaren van Lieder vom Rhein. Pas in de leeftijd van 82 jaar nam hij zijn laatste nummer Geschenkte Jahre op, een hommage aan zijn echtgenote.
In het geheel publiceerde hij ruim 800 geluidsdragers, die met ongeveer 18 miljoen exemplaren wereldwijd werden verkocht. Schneider trad ook op in talrijke bioscoopfilms, waaronder Zwischen gestern und morgen (11 december 1947), Wenn abends die Heide träumt (19 december 1952) en Südliche Nächte (8 september 1953). In de film Kirschen in Nachbars Garten (1956) zingt hij het lied Anka Marianka.

## Privéleven
Op 18 november 1947 trouwde hij met de Keulse Hanny Osslender (1915-1996). Willy Schneider overleed op 12 januari 1989 op 83-jarige leeftijd in zijn geboortestad Keulen.

## Onderscheidingen
- ####: Hermann-Löns-Medaille
- ####: Willi-Ostermann-Medaille
- 1973: Verdienstkreuz 1. Klasse van de Bondsrepubliek Duitsland
- 1975: Deutscher Weinkulturpreis

## Discografie
- 1937: Auf der Heide blüh'n die letzten Rosen
- 1937: Das kannst Du nicht ahnen / Kornblumenblau
- 1938: Grün ist die Heide
- 1939: Gute Nacht, Mutter
- 1940: Herzliebchen mein unter'm Rebendach
- 1942: Heimat, deine Sterne
- 1942: Landser-Lied / Liebe Mutter weine nicht
- 1948: Heimweh nach Virginia
- 1949: Heimweh nach Köln
- 1949: Am Zuckerhut (met Danielle Marc en René Carol)
- 1950: Kleine Kellnerin aus Heidelberg
- 1951: Einmal am Rhein
- 1951: Wenn das Wasser im Rhein gold'ner Wein wär / Schütt' die Sorgen in ein Gläschen Wein
- 1953: Man müsste nochmal zwanzig sein / Du brauchst nur verliebt zu sein
- 1956: Bergisches Heimatlied
- 1957: Oh, Mosella / Die roten Teufel im roten Wein
- 1958: Heimweh nach Köln / Och wat wor dat fröher schön doch en Colonia
- 1968: An der Weser / Der Rattenfänger (september 1968)
- 1973: Alle Tage ist kein Sonntag

- Biblioteca Nacional de España: XX5828366
- Bibliothèque nationale de France: cb14225258j (data)
- Gemeinsame Normdatei: 132961997
- International Standard Name Identifier: 0000 0000 5548 8868
- Library of Congress Control Number: no99031977
- MusicBrainz: 68003f65-0ce3-482a-aabc-ea841af65dc2
- Nationale Bibliotheek van Polen: a0000002739393
- Virtual International Authority File: 70105212
- WorldCat: E39PBJjHfdQ3fHjGwpGPDBtdwC